# Riksväg 97
De Zweedse rijksweg 97 is een 180 kilometer lange weg tussen Luleå en Jokkmokk. De weg is een verbindingsweg tussen twee Europese wegen in Zweden: die de E4 langs de kust en E45 in het binnenland. Het traject van de weg is bijna gelijk aan dat van de rivieren Kleine Lule en de Lule.

## Plaatsen langs de weg
- Luleå
- Södra Sunderbyn
- Unbyn
- Sävast
- Boden
- Harads
- Bodträskfors
- Vuollerim
- Jokkmokk

## Knooppunten
- Riksväg 94: begin gezamenlijk tracé, bij Luleå
- Riksväg 94: einde gezamenlijk tracé, E4 en E10, bij Luleå
- Länsväg 356: gezamenlijk tracé, bij Boden
- E45 en Länsväg 374 bij Jokkmokk

Europese wegen:
E4 · E6 · E10 · E12 · E14 · E16 · E18 · E20 · E22 · E45 · E65
Riksvägar:
9 · 11 · 13 · 15 · 17 · 19 · 21 · 23 · 24 · 25 · 26 · 27 · 28 · 29 · 30 · 31 · 32 · 34 · 35 · 37 · 40 · 41 · 42 · 44 · 46 · 47 · 49 · 50 · 51 · 52 · 53 · 55 · 56 · 57 · 61 · 62 · 63 · 66 · 68 · 69 · 70 · 72 · 73 · 75 · 76 · 77 · 83 · 84 · 86 · 87 · 90 · 92 · 94 · 95 · 97 · 98 · 99